# استرتفرد (داکوتای جنوبی)
استرتفرد(به انگلیسی: Stratford) شهری در ایالت داکوتای جنوبی کشور ایالات متحده آمریکا است که جمعیت آن در سرشماری سال ۲۰۱۰ میلادی، ۷۲ نفر بوده‌است.